# Новиков, Андрей Владимирович (журналист)
Андрей Владимирович Новиков (род. 9 ноября 1966, Рыбинск) — российский журналист и правозащитник, участник диссидентского движения в СССР, член Союза журналистов Москвы и Союза писателей России. В 2006 году был подвергнут судебному преследованию за найденные на его компьютере неопубликованные материалы, по определению прокуратуры «экстремистского характера» за призывы провести бомбардировки российских городов  . 

## Биография
С 14 лет Андрей Новиков увлекался философией, переписывался с учёными из МГУ, от которых получил отзывы о своих работах. Журналистикой занимался с 7 класса; закончил при редакции газеты «Рыбинская правда» школу рабочих корреспондентов, начинал активно печататься в местной прессе. Вскоре газета «Рыбинская правда» перестаёт его публиковать, он становится персоной «нон грата», изгоняется из школы и исключается из комсомола.
В 17 лет под влиянием философии Шопенгауэра, создал собственную философскую систему — «реминисцентативную метафизику под кодовым названием „Макроантропос“», объявив себя «Единственным», а мир — «Своей Личной объективизацией»; при этом объявил себя Богом, ночное небо — «своим Зеркалом». Вслед за тем был помещён в психиатрическую больницу, где прошёл курс медикаментозного лечения. 
Создал «Партию Экспериментального Сумасшествия» — Институт Своей Личности. 
При получении в 1984 г. повестки из военкомата демонстративно отправил её министру обороны Устинову. В том же году был исключен из комсомола за «антисоветские» убеждения.
Начиная с 1987 года печатается в Самиздате. Новиков публиковался в «Литературной газете» и журналах «Век XX и мир», «Новое время». Его статьи также печатались в таких изданиях, как газеты «Известия» и «Завтра», журналы «Новый мир», «Знамя», «Юность», «Дружба народов», «Континент».
В 1988—1989 годах был членом партии Демократический Союз. Публиковался в газете ДC «Свободное слово», которая в 2006-2007 годах выступала в его защиту.
Во время правления Путина неоднократно критиковал руководство Российской Федерации, работал журналистом в «Чеченпресс». Статьи Новикова на чеченскую тему были собраны в неизданную книгу «Чеченский дневник. Записки обозревателя».
После освобождения в 2007 году вновь публиковался в интернете, в частности, в газете ДC «Свободное слово».

## Арест и госпитализация
Андрей был арестован 5 декабря 2006 года и был помещён в судебно-психиатрическое отделение Ярославской областной больницы. Обозревателями Новой Газеты эта госпитализация была расценена как случай карательной психиатрии . По сообщению агентства «Чеченпресс», в ночь с 31 декабря 2006 на 1 января 2007 года, Андрей Новиков был избит. По словам журналиста, персонал отказывался оказать ему помощь во время происшествия . (недоступная ссылка)
19 января был отпущен на свободу и вернулся домой в Рыбинск. 14 февраля был снова госпитализирован из-за эмоционального конфликта с отцом, который уничтожил его рукописи в целях политического давления. По словам отца, в ярославской больнице Андрея пытались изнасиловать другие пациенты .

## Суд над Новиковым
Журналист обвинялся в публичных призывах к экстремистской деятельности. 7 мая 2007 года решением Рыбинского городского суда к Андрею Новикову была применена принудительная мера медицинского характера в виде лечения в психиатрическом стационаре общего типа   (недоступная ссылка с 11-05-2013 [4477 дней]). Адвокат Андрея Новикова, Владимир Носков, утверждает, что «Тексты взяты с личного компьютера Андрея Новикова, они не опубликованы» .

## Реакция правозащитного общества
Президент «Независимой психиатрической ассоциации» Юрий Сергеевич Савенко заявил, что на консилиуме врачей было выяснено, что Андрей Новиков в лечении не нуждается .
В защиту Андрея Новикова неоднократно выступали политолог Михаил Матюшин, поэтесса Ольга Коробкова, журналист Сергей Смирнов, активист рыбинского отделения «Яблока» Борис Крейн, но Российская прокуратура ответила отказом на вынесение оправдательного приговора.
Президент Гражданской комиссии по правам человека Роман Чорный заявляет, что считает Новикова жертвой карательной психиатрии .
Олег Панфилов, директор Центра экстремальной журналистики, заявил, что случай принудительного лечения журналиста Андрея Новикова стал первым в своем роде случае после распада СССР. Он объяснил, что Новиков пострадал из-за критических статей о действиях российских военных в Чечне .

### Публикации
- Журнальный зал: статьи в журналах «Новый мир», «Знамя», «Дружба народов», «Континент» (в заголовке страницы ошибка: публикация в журнале «Волга» принадлежит А. П. Новикову, стихи — Андрею Вячеславовичу Новикову, остальные — Андрею Владимировичу Новикову)
- Статьи в Русском журнале и Автобиографическая справка
- Статья в газете «Завтра»

### Дело Новикова
- Возбуждено уголовное дело против журналиста Новикова
- Writhe Safely
- https://web.archive.org/web/20070528112552/http://www.webplanet.ru/english/2007/02/09/schizo_eng.html
- http://xeno.sova-center.ru/6BA2468/6BB4208/9D8E370[неавторитетный источник]
- https://web.archive.org/web/20070616082637/http://eng.kavkaz.memo.ru/newstext/engnews/id/1186149.html
- https://web.archive.org/web/20070927211521/http://www.gdf.ru/digest/digest/digest318e.shtml